# Kondenzatorski mikrofon
Kondenzatorski mikrofon spada danes med najdražje in najkvalitetnejše mikrofone.
Sestavljen je iz kondenzatorja, ki je zaporedno zvezan z uporom in z virom napetosti. Kovinska opna, ki resonira ob zvočnih nihajih, je hkrati ena elektroda kondenzatorja, ki ob nihanju spreminja razdaljo med drugo, masivno elektrodo, s tem pa se spreminja kapacitivnost kondenzatorja, ki povzroča padec napetosti na uporu. Edina slaba lastnost tega mikrofona je, da zaradi razmeroma majhnega upora potrebuje predojačevalnik, ki je večinoma vgrajen v ohišje mikrofona, do njega pa je treba speljati dve dodatni žici za napajanje. 

## Karakteristike
- enakomerna občutljivost v frekvenčnem obsegu med 20 Hz in 13 kHz